# Bistum Ciudad Rodrigo
Das Bistum Ciudad Rodrigo (lat.: Dioecesis Civitatensis) ist eine in Spanien gelegene römisch-katholische Diözese mit Sitz in Ciudad Rodrigo.

## Geschichte
Das Bistum Ciudad Rodrigo wurde im Jahre 1168 durch Papst Alexander III. errichtet und dem Erzbistum Santiago de Compostela als Suffraganbistum unterstellt. Das Bistum Ciudad Rodrigo wurde am 4. Juli 1857 dem Erzbistum Valladolid als Suffraganbistum unterstellt.
Am 15. November 2021 verfügte Papst Franziskus die Vereinigung des Bistums Ciudad Rodrigo in persona episcopi mit dem Bistum Salamanca.

## Einzelnachweise

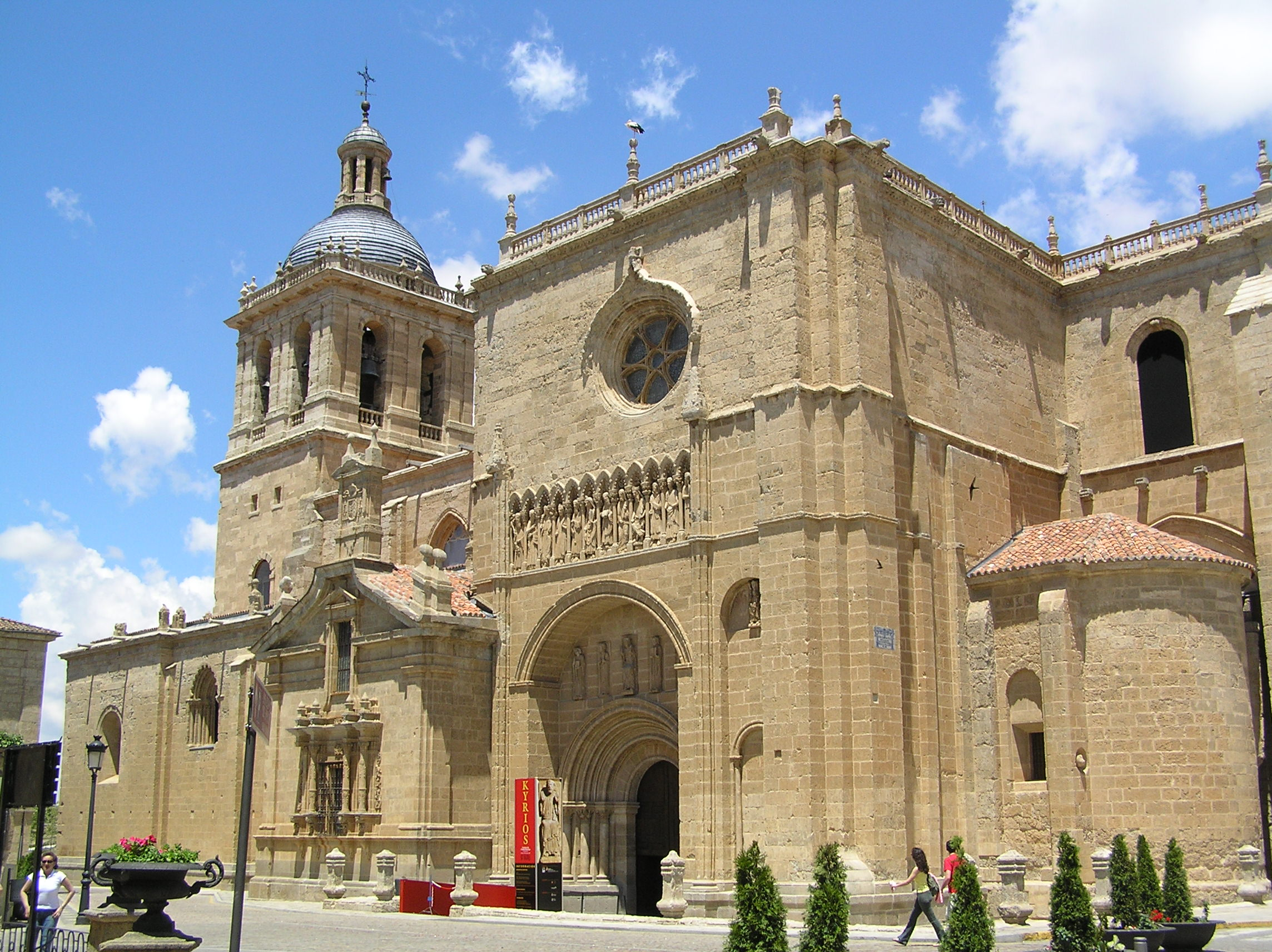
Kathedrale Santa María in Ciudad Rodrigo